# ミチヤナギ
ミチヤナギ（路柳、Polygonum aviculare）は、タデ科の一年草。別名ニワヤナギ（庭柳）。北半球の温帯から亜熱帯に広く分布する。

## 特徴

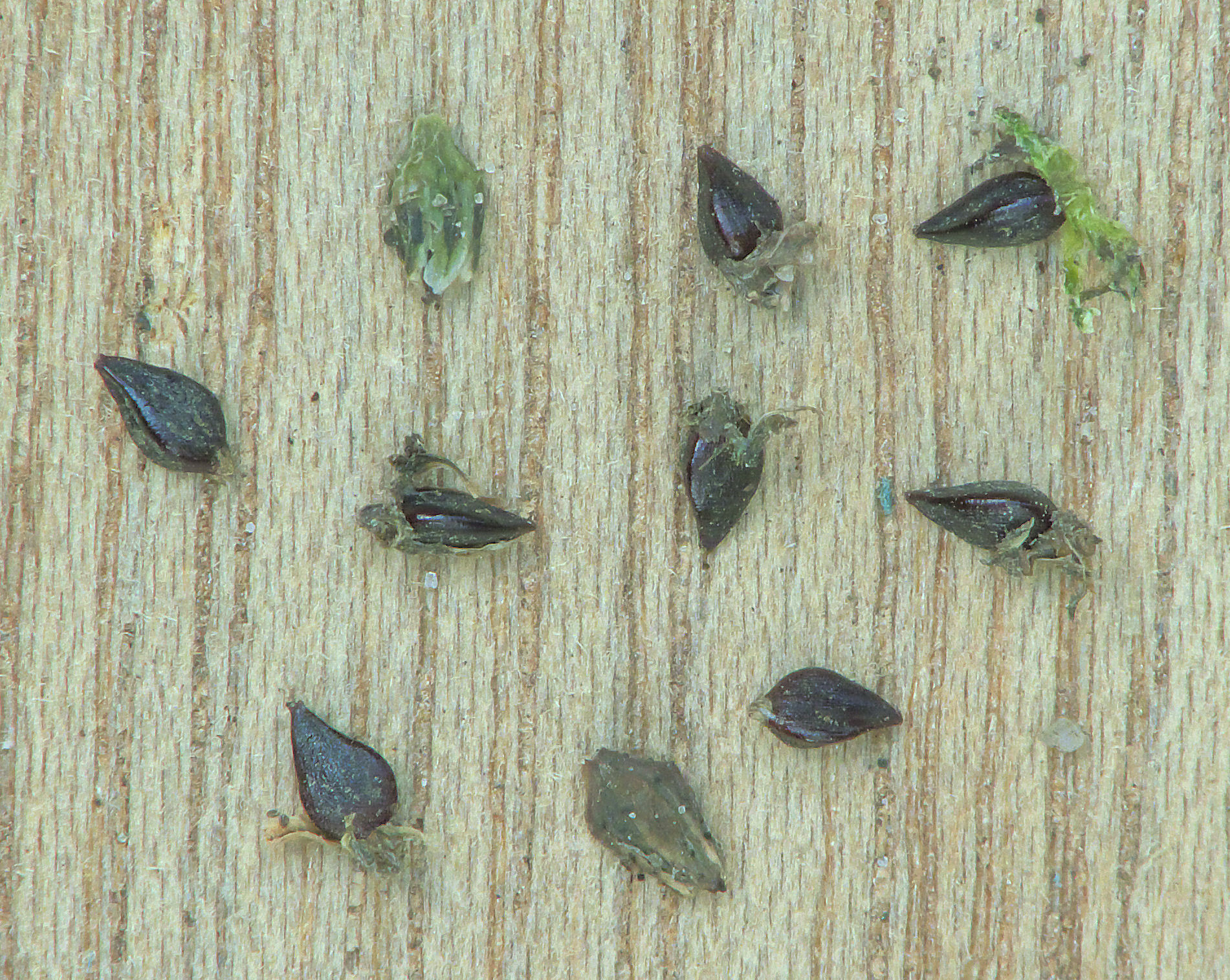
種子

道端や荒地に多い雑草で、葉が細長くヤナギに似るためこの名がある。
細い縦筋が目立つ茎は、途中で分岐し高さ10-40cmほどになる。互生する葉は長楕円形か、線状披針形で葉柄は短い。托葉は茎を抱き葉柄とつながる。花は夏に咲き葉腋に1-5個つく。花被（萼）は緑色で長さ3mmほどになり、ふちが白色か紅色になる。深く5裂するが大きく開かない。花には1個のめしべと、6-8個のおしべがある。果実は3稜形。花期は、5-10月である。

## 利用
生薬名はヘンチク（扁蓄）。漢方では利尿などの効能があるとして用いられる。また西洋などでも収斂効果を利用した民間薬として使われる。
ベトナムでは野菜として食用にされる。